# Дюк, Рэй Юджин
Рэй Юджин Дюк (англ. Ray Eugene Duke) (9 мая 1923 – 11 ноября 1951) – солдат армии США, участник Корейской войны. Награждён посмертно высшей американский наградой – медалью Почёта за свои действия 26 апреля 1951 года. Был захвачен врагом и в том же году умер в плену.

## Наградная запись
Звание и часть: сержант первого класса, армия США, рота С, 21-й пехотный полк, 24-я пехотная дивизия.
Место и дата: близ Мугока. Корея, 26 апреля 1951 года
Поступил на службу в: Уитвел (округ Марион), штат Теннесси.
Родился: 9 мая 1923 года Уитвел, штат Теннесси.
G.O. No.: 20, 19 марта  1954 года
Сержант первого класса Дюк, боец роты С, отличился благодаря выдающейся храбрости и незаурядному мужеству при исполнении и перевыполнении долга службы в бою с противником. Узнав, что несколько его людей оказались изолированы и вступили в тяжёлый бой в районе, оставленным его взводом, получившим приказ отступать он возглавил небольшой отряд и предпринял дерзкую атаку, которая вернула утраченные позиции и выручила попавших в окружение людей. Другая вражеская атака привела к многочисленным потеря но сержант первого класса Дюк, несмотря на ранение от миномётного обстрела, спокойно двигался вдоль линии позиции своего взвода распределяя сектора обстрела и убеждая своих людей стойко удерживать позиции в предстоящем тяжёлом бою. После второго ранения он получил первую помощь и вернулся на свою позицию. Вскоре после рассвета, враг снова пошёл в атаку. Несмотря на свои ранения, сержант первого класса Дюк неоднократно выходил под плотный огонь, чтобы увериться в максимальной стойкой защите каждой позиции. Находясь под угрозой полного уничтожения и терпя растущие потери взвод получил новый приказ отходить. Сержант первого класса Дюк был ранен в третий раз, на это раз в обе ноги и потерял способность идти. Понимая, что он замедляет отход двух товарищей, тащивших его с горы, он убедил их оставить его и пробираться в безопасное место. Последний раз его видели, когда он вёл убийственный огонь по рядам атакующих. Своим совершенным мужеством, превосходящим лидерством и героическими действиями, продемонстрированными сержантом первого класса Дюком в тяжёлом бою против превосходящего по численности противника, он заслужил великую честь для себя, пехоты и армии США.       
Оригинальный текст (англ.)
Rank and organization: Sergeant First Class, U.S. Army, Company C, 21st Infantry Regiment, 24th Infantry Division
Place and date: Near Mugok, Korea, April 26, 1951
Entered service at: Whitwell (Marion County), Tenn.
Born: May 9, 1923, Whitwell, Tenn.
G.O. No.: 20, March 19, 1954
Citation:
Sfc. Duke, a member of Company C, distinguished himself by conspicuous gallantry and outstanding courage above and beyond the call of duty in action against the enemy. Upon learning that several of his men were isolated and heavily engaged in an area yielded by his platoon when ordered to withdraw, he led a small force in a daring assault which recovered the position and the beleaguered men. Another enemy attack in strength resulted in numerous casualties but Sfc. Duke, although wounded by mortar fragments, calmly moved along his platoon line to coordinate fields of fire and to urge his men to hold firm in the bitter encounter. Wounded a second time he received first aid and returned to his position. When the enemy again attacked shortly after dawn, despite his wounds, Sfc. Duke repeatedly braved withering fire to insure maximum defense of each position. Threatened with annihilation and with mounting casualties, the platoon was again ordered to withdraw when Sfc. Duke was wounded a third time in both legs and was unable to walk. Realizing that he was impeding the progress of 2 comrades who were carrying him from the hill, he urged them to leave him and seek safety. He was last seen pouring devastating fire into the ranks of the onrushing assailants. The consummate courage, superb leadership, and heroic actions of Sfc. Duke, displayed during intensive action against overwhelming odds, reflect the highest credit upon himself, the infantry, and the U.S. Army
— 